# Пато
Пато (Stictonetta naevosa) — вид водних птахів родини качкових (Anatidae). Ендемік Австралії.

## Поширення
Цей вид був поширений у водно-болотних угіддях південної частини Австралії, з основними концентраціями у водозбірному басейні Пару-Воррего (озера Курравінья), водозбірному басейні Ейр-Джорджін-Малліган (озеро Торкіні) і, можливо, в озері Галілей. Інші внутрішні території, де було зареєстровано значну кількість, включають водозбірні басейни річок Купер-Крик і Буллу, водно-болотні угіддя на плато Барклі та озеро Грегорі в центрально-північній частині Західної Австралії. За межами цієї території також було зареєстровано розмноження в решті водозбірного басейну Муррей-Дарлінг, зокрема вздовж річки Лаклан, і боліт у басейні Міллісент у Південній Австралії та Вікторії. Під час великих внутрішніх посух мігрують на постійні заболочені території в кількох штатах. Популяція оцінюється в 11 000-26 000 особин.

## Опис
Качка завдовжки 50–60 см, розмах крил 75–85 см, маса тіла 800–1000 г. Оперення самця і самиці схоже, з сіро-коричневим малюнком, але дзьоб у самця в період розмноження червоний.

## Спосіб життя
Раціон складається в основному з водоростей і водних рослин, але також споживає їжу тваринного походження, таку як хробаки, комахи і навіть дрібну рибу. Сезон його розмноження триває з червня по грудень. Самець бере участь у будівництві гнізда, але після цього нехтує своїми сімейними обов'язками. У кладці 5-6 яєць. Висиджує сама самиця приблизно за місяць.